# Santiago de Brum Carbajal
Santiago de Brum Carbajal (gestorben am 19. Dezember 1989) war ein uruguayischer Politiker.
Der promovierte Rechtsanwalt Santiago de Brum Carbajal, der der Partido Colorado angehörte, hatte in den Jahren 1952 bis 1953 die Präsidentschaft des uruguayischen Fußballvereins Club Nacional de Fútbol, auch als Nacional Montevideo bekannt, inne. Zudem war er einige Jahre Vorsitzender der ehemaligen Liga Divisional B. Er hatte in der 39. Legislaturperiode vom 26. März 1963 bis zum 19. September 1963 und in der 40. Legislaturperiode vom 18. Juni 1968 mit zwei Unterbrechungszeiträumen bis zum 29. Dezember 1970 ein Mandat als stellvertretender Senator in der Cámara de Senadores inne. Dazwischen übte er vom 19. März 1968 bis zum 3. Mai 1968 das Amt des Industrie- und Handelsministers aus und bekleidete vom 21. Januar 1971 bis zu seinem Rücktritt am 3. Juni 1971 das Amt des Innenministers.

## Zeitraum seiner Parlamentszugehörigkeit
- 26. März 1963 bis 19. September 1963 (Cámara de Senadores, 39. Legislaturperiode (LP))
- 18. Juni 1968 bis 25. Juli 1968
- 5. September 1968 bis 10. Oktober 1968
- 26. Dezember 1968 bis 29. Dezember 1970 (jeweils: Cámara de Senadores, 40. Legislaturperiode (LP))